# Liste der Monuments historiques in Moiry
Die Liste der Monuments historiques in Moiry führt die Monuments historiques in der französischen Gemeinde Moiry auf.

## Liste der Objekte
| Bezeichnung               | Beschreibung                          | Standort                        | Kennzeichnung | Schutzstatus | Datum | Bild |
| ------------------------- | ------------------------------------- | ------------------------------- | ------------- | ------------ | ----- | ---- |
| Skulptur Madonna mit Kind | Schmiedeeisen, 1958 von Maurice Calka | in der Kirche Notre-Dame (Lage) | PM08001308    | Inscrit      | 2012  |      |